# Edita Brestenská
Edita Brestenská (18. listopadu 1920, Vráble – 2. května 2014 Bratislava) byla slovenská paleontoložka a vědecká pracovnice.

## Život
Narodila se 18. listopadu 1920 v jihoslovenském městě Vráble. Středoškolské studium absolvovala v Banské Bystrici a vysokoškolské na Přírodovědecké fakultě Univerzity Komenského v Bratislavě. V roce 1952 získala titul RNDr..

## Kariéra
Ve Státním geologickém ústavu Dionýze Štúra pracovala od roku 1948 do 1984. Od začátku byla pověřena výzkumem neogénu Západních Karpat jako potenciálního prostředí uhelných ložisek. Hlavní pozornost věnovala řešení stratigrafie a stavby neogenních oblastí, zejména východní části Podunajské nížiny, jejím severním výběžkům a některým vnitřním kotlinám.
Při sestavování generálních map ČSSR v měřítku 1:200 000 byla spoluredaktorkou neogénu na listu „Nitra“ a podílela se na sestavování geologických map neogénu na listech „Bratislava“, „Nové Zámky“ a „Žilina“. Byla redaktorkou čtyřlistu „Vráble a Levice“ (mapy 1:25 000), přičemž se podílela na řešení mikrobiostratigrafických problémů na několika listech východní části Podunajské a Východoslovenské nížiny, Vídeňské pánve a její čelní prohlubně. V rámci sestavování geologických map řešila stratigrafii uhlonosných oblastí při okrajích jihozápadní části pohoří Tribeč (Beladice-Jelenec, Horné Štitáre, Podhorany) a okolí Pukance, kde byla i spoluautorkou výpočtu zásob kategorie C2.
Edita Brestenská byla průkopnicí ve studiu mikrofauny oligocénu a neogénu na základě studia prvoků kmene foraminifera a korýšů třídy ostrakodi. Díky spojení terénního a laboratorního výzkumu měla velké zásluhy na stanovení stratigrafie neogénu na Slovensku, i na současném pojetí chronostratigrafických jednotek paratethydní oblasti.
Aktivně se účastnila mezinárodních korelačních programů, v rámci mezinárodních týmů (Polsko, Rumunsko, Maďarsko, Jugoslávie, Rakousko) na řešení některých specifických chronostratigrafických problémů, jako např. srovnávací studie mikrofauny oligocénu a neogénu Slovenska a Maďarska a stanovení hranice oligocén/miocén podle ostrakodů z profilů v Itálii.
Kromě výzkumné činnosti redigovala Edita Brestenská ústavní časopisy — jako technická nebo vědecká redaktorka, byla i členkou redakční rady časopisů vydávaných Státním geologického ústavem Dionýze Štúra a členkou různých komisí, vědecké rady Ústavu a vedoucí paleontologického oddělení.

## Ocenění
Za svou práci byla v roce 1960 vyznamenána oceněním „Nejlepší pracovník geologické služby“ a v roce 1968 státním vyznamenáním Řád rudé hvězdy. Při příležitosti 60. a 70. výročí založení ŠGÚDŠ obdržela „Medaili za rozvoj geologie řízení a ústavu“. Za celoživotní dílo a přínos k poznání geologie Slovenska ji Slovenská geologická společnost v roce 2010 poctila „Slávikovou medailí“.

## Publikace
Výsledky jejích biostratigrafických výzkumů v mnoha ohledech přesahují regionální rámec, o čemž nejlépe svědčí skutečnost, že se podílela na monografickém zpracování šestisvazkového díla o neostratotypech neogénu centrální paratethys (Chronostratigraphie und Neostratotypen etc.)